# Appennino d'oro
L'Appennino d'oro è un premio istituito nel 1998 dall'Unione Sportiva Pontedecimo 1907 - Sezione ciclismo, organizzatrice della corsa ciclistica per professionisti Giro dell'Appennino, e offerto i primi anni dal Comune di Genova cui dal 1952 è intitolata la gara (Gran Premio Città di Genova). È destinato a chi si è particolarmente distinto nel ciclismo, dando lustro con le proprie prestazioni al Giro dell'Appennino.

## Albo d'oro
- 1998 - Alfredo Martini: ha vinto il Giro dell'Appennino nel 1947 (allora aveva la denominazione di Circuito dell'Appennino). Ha condotto la Nazionale Italiana come C.T. dal 1975 al 1997 conquistando 6 Campionati Mondiali.
- 1999 - Giovan Battista Baronchelli: ha vinto 6 edizioni consecutive del Giro dell'Appennino dal 1977 al 1982. Ha vinto altre 44 corse tra cui due giri di Lombardia.
- 2000 - Francesco Moser: ha vinto il Giro dell'Appennino nel 1976 e nel 1985. Tra le numerose corse vinte il Giro d'Italia e i Campionati del mondo. È stato recordman dell'ora.
- 2001 - Fausto Coppi: ha vinto il Giro dell'Appennino nel 1955. Fu la sua ultima vittoria in carriera in una gara in linea. Il premio è stato consegnato ai figli Marina e Faustino.
- 2002 - Felice Gimondi: ha vinto il Giro dell'Appennino nel 1969 e nel 1972: in questa occasione divenne Campione Italiano. Ha vinto il Giro d'Italia, il Tour de France e il Campionato del Mondo.
- 2003 - Michele Dancelli: ha vinto tre volte consecutive il Giro dell'Appennino: dal 1965 al 1967. Nelle sue 10 partecipazioni consecutive (1964-1973) non è mai andato al di sotto del sesto posto.
- 2004 - Gianni Motta: ha vinto il Giro dell'Appennino nel 1968 e nel 1970: in quest'ultimo anno ha battuto il record detenuto da Coppi della scalata del Passo della Bocchetta con il tempo di 24'42" (sedici secondi meglio di Coppi). Tra le sue altre vittorie il Giro d'Italia, il Giro di Svizzera e il Giro di Lombardia.
- 2005 - Italo Zilioli: ha vinto due volte il Giro dell'Appennino, a dieci anni di distanza, nel 1963 e nel 1973. "Eterno secondo", ha comunque vinto oltre quaranta corse, compreso tappe al Giro d'Italia e al Tour de France.
- 2006 - Gianni Bugno: tre vittorie consecutive al Giro dell'Appennino (1986, 1987, 1988) oltre a due secondi posti. Ha vinto un Giro d'Italia e due Campionati del Mondo, oltre a tappe in tutti i grandi Giri.
- 2007 - Giorgio Albani: due vittorie al Giro dell'Appennino: 1952 e 1954. È stato Campione Italiano nel 1956.
- 2008 - Pavel Tonkov: del Giro dell'Appennino è stato due volte vincitore (nel 1997 e nel 1998), due volte secondo (1996 e 1999), una volta terzo (2003). Ha vinto un Giro d'Italia e vi si è classificato secondo per due volte.
- 2009 - Aldo Sassi: attribuito per la sua lotta al doping.
- 2010 - Claudio Chiappucci: vincitore del Giro dell'Appennino nel 1992.
- 2011 - Franco Cribiori: vincitore del Giro dell'Appennino nel 1964.
- 2012 - Tarcisio Persegona: imprenditore, titolare della Tre Colli SpA, grande sostenitore del Giro dell'Appennino. Dal 2019 il Giro dell'Appennino è denominato anche "Memorial Tarcisio Persegona"
- 2013 - non assegnato
- 2014 - Alessandro Bertolini: vincitore del Giro dell'Appennino nel 2007 e nel 2008, terzo nel 2010.
- 2015 - Gilberto Simoni: vincitore del Giro dell'Appennino nel 2003 e nel 2005, detiene il record della scalata della Bocchetta con il tempo di 21'54, stabilito nel 2003. Ha vinto il Giro d'Italia nel 2001 e nel 2003, salendo sul podio un totale di 7 volte.
- 2016 - Evgenij Berzin: vincitore del Giro dell'Appennino nel 1994, anno che lo vide vincitore anche del Giro d'Italia e della Liège-Bastogne-Liège.
- 2017 - Davide Cassani: c.t. della Nazionale Italiana, artefice della vittoria al Giro dell'Appennino nel 1989 di Moreno Argentin.
- 2018 - Damiano Cunego: primo corridore ancora in attività a vincere l'Appennino d'Oro, ha vinto il Giro dell'Appennino nel 2004 (quando vinse anche il Giro d'Italia) e nel 2011, terzo nel 2015. Tre volte vincitore del Giro di Lombardia.
- 2019 - Moreno Argentin: vincitore del Giro dell'Appennino nel 1989, gara valida per l'assegnazione del titolo di Campione Italiano. Campione del Mondo nel 1986 (argento nel 1987, bronzo nel 1985).
- 2020 - Aleksandr Shefer: vincitore del Giro dell'Appennino nel 2001.
- 2021 - Wladimir Belli: vincitore del Giro dell'Appennino nel 1996, terzo nel 1995.
- 2022 - Gianni Savio: primo direttore sportivo nell'albo d'oro del premio, per le vittorie conquistate dai suoi corridori (Alessandro Bertolini, Fabio Felline, Mattia Cattaneo) e per aver conquistato 7 volte il premio per la miglior squadra in gara.
- 2023 - Bruno Reverberi: direttore sportivo, ha vinto il Giro dell'Appennino con Giuliano Figueras, Sonny Colbrelli e Giulio Ciccone. In stagione stabilisce il record di partecipazione delle sue squadre al giro d'Italia, 41.
- 2024 - Domenico Pozzovivo: secondo al Giro dell'Appennino, nel 2010, è primo sulla Bocchetta nel 2010 e nel 2012. Stabilisce in stagione il record do partecipazioni al Giro d'Italia, 18.